# Pastinachus gracilicaudus
Pastinachus gracilicaudus is een vissensoort uit de familie van de pijlstaartroggen (Dasyatidae). De wetenschappelijke naam van de soort is voor het eerst geldig gepubliceerd in 2010 door Last & Manjaji-Matsumoto.